# Episodi di Super T - Una schiappa alla riscossa (prima stagione)
La prima stagione della serie televisiva Super T - Una schiappa alla riscossa è andata in onda sull'emittente latino-americana Disney Channel dal 18 luglio al 23 agosto 2011.
In Italia è stata trasmessa su Disney Channel dal 15 aprile al 20 maggio 2013, e su Boing dal 15 giugno al 20 luglio 2015
| nº | Titolo originale             | Titolo italiano           | Prima TV America Latina | Prima TV Italia |
| -- | ---------------------------- | ------------------------- | ----------------------- | --------------- |
| 1  | Súper Secreto                | Un super segreto          | 18 luglio 2011          | 15 aprile 2013  |
| 2  | La Enviada                   | L'inviata                 | 19 luglio 2011          | 16 aprile 2013  |
| 3  | Historietas Chinas           | Amore e fumetti           | 20 luglio 2011          | 17 aprile 2013  |
| 4  | La Primera Cita              | Il primo appuntamento     | 21 luglio 2011          | 18 aprile 2013  |
| 5  | La Carta Menos Pensada       | La lettera                | 22 luglio 2011          | 19 aprile 2013  |
| 6  | ¡Amichi, Amigota, Amiga!     | Amichetta, amicona, amica | 25 luglio 2011          | 22 aprile 2013  |
| 7  | ¡Cuidado con la calculadora! | Il compito di matematica  | 26 luglio 2011          | 23 aprile 2013  |
| 8  | Un sueño maravilloso         | Un sogno meraviglioso     | 27 luglio 2011          | 24 aprile 2013  |
| 9  | ¿Dónde está Poli?            | Dove sei, Poli?           | 28 luglio 2011          | 25 aprile 2013  |
| 10 | Un cuento chino...           | La cerimonia del te'      | 29 luglio 2011          | 26 aprile 2013  |
| 11 | Cumpleaños Mentirosos        | Falsi compleanni          | 1º agosto 2011          | 29 aprile 2013  |
| 12 | ¡Congelados!                 | Il controllo del tempo    | 2 agosto 2011           | 30 aprile 2013  |
| 13 | Cambio de roles              | Scambio di ruoli          | 3 agosto 2011           | 1º maggio 2013  |
| 14 | Espinas y rock               | Il passato di Miss Spina  | 4 agosto 2011           | 2 maggio 2013   |
| 15 | La sustituta                 | La sostituta              | 5 agosto 2011           | 3 maggio 2013   |
| 16 | Atrapada                     | Poli intrappolata         | 8 agosto 2011           | 6 maggio 2013   |
| 17 | Pistas que depistan          | Indizi sbagliati          | 9 agosto 2011           | 7 maggio 2013   |
| 18 | Super Sorpresa               | Una sorpresa per Poli     | 10 agosto 2011          | 8 maggio 2013   |
| 19 | Beso por accidente           | Bacio accidentale         | 11 agosto 2011          | 9 maggio 2013   |
| 20 | Amor confuso                 | M'ama, non m'ama          | 12 agosto 2011          | 10 maggio 2013  |
| 21 | San Valentin                 | San Valentino             | 16 agosto 2011          | 13 maggio 2013  |
| 22 | Súper impostora              | Super bugiarda            | 17 agosto 2011          | 14 maggio 2013  |
| 23 | Un pasaje a mi feliz         | Il passaggio segreto      | 18 agosto 2011          | 15 maggio 2013  |
| 24 | ¡¡¡Bastaaaaaaa!!             | La lettura del pensiero   | 19 agosto 2011          | 16 maggio 2013  |
| 25 | Afinada pero resfriada       | Intonata, ma raffreddata  | 22 agosto 2011          | 17 maggio 2013  |
| 26 | Súper tenaces y felices      | La sfida delle band       | 23 agosto 2011          | 20 maggio 2013  |